# Leptocysta
Leptocysta is een geslacht van wantsen uit de familie van de Tingidae (Netwantsen). Het geslacht werd voor het eerst wetenschappelijk beschreven door Carl Stål in 1873.

## Soorten
Het genus bevat de volgende soorten:

- Leptocysta dellapei Montemayor, 2010
- Leptocysta delrioae Montemayor, 2010
- Leptocysta notialis Drake, 1948
- Leptocysta novatis Drake, 1928
- Leptocysta sexnebulosa (Stål, 1858)
- Leptocysta tertia Monte, 1946